# Maruja Callaved
Maruja Callaved (Jaca, Osca, 1928 - Madrid, 9 de gener de 2018) va ser una presentadora, directora de programes i realitzadora de televisió aragonesa.
Després d'instal·lar-se a Saragossa, va cursar estudis de filosofia i lletres i es va diplomar en Magisteri. Els seus inicis professionals van ser a la ràdio, encara que va desenvolupar gairebé tota la seva trajectòria professional a Televisió Espanyola, primer com a presentadora i més endavant com a directora i realitzadora de programes.
Va començar com a locutora en off de l'espai Club del sábado. Posteriorment, vindria Panorama de actualidad, amb el qual es vincula als serveis informatius. A mitjan dècada dels seixanta presenta Telediario. El 1963 va rebre el premi Antena de Oro per la seva tasca a televisió.
La seva popularitat augmentà amb el programa Vamos a la mesa (1967), un espai predecessor d'altres programes de cuina que triomfarien dècades després com Con las manos en la masa, d'Elena Santonja, o El menú de Karlos Arguiñano. Un any després va presentar Nivel de vida amb Blanca Álvarez.
En els anys 1970 es va posar darrere de la càmera i va passar a la realització, triomfant amb programes com Aquí y Ahora (1975) amb José Luis Uribarri, i Gente hoy (1976-1981), cèlebre espai d'entrevistes, que li va valer el Premi Ondas 1977 i que va llançar a la popularitat les seves presentadores Isabel Tenaille i Mari Cruz Soriano.
La seva activitat va descendir en els anys vuitanta.